# Erdem Gündüz

Eine Karikatur des Duran Adam

Erdem Gündüz (* 1979 in Ankara) ist ein türkischer Künstler, Tänzer und Choreograf. Bekannt wurde er am 18. Juni 2013 durch seine Aktion „stehender Mann“ (türk. Duran Adam) bei den Protesten in der Türkei, als er sich auf den Taksim-Platz stellte und etwa acht Stunden lang das Porträt des Staatsgründers der modernen Republik Türkei, Mustafa Kemal Atatürk anstarrte.

## Zur Person
Erdem Gündüz studierte in den Jahren von 1996 bis 2002 an der Aegean University in Izmir in den Fachbereichen Elektrik und Landwirtschaft, wechselte 2003 zur Yıldız Teknik Üniversitesi um im Bereich Kunst, Design, Musik und Tanz zu studieren. 
2004 erregte Gündüz als Student mit einer Gruppe von Kommilitonen Aufsehen, weil die Kunststudenten in der Akademie demonstrativ ein Kopftuch trugen. Mit der symbolischen Aktion machten sie auf die Ausgrenzung von Kopftuchträgerinnen aufmerksam, die damals an der laizistischen Technischen Universität Yıldız in Istanbul nicht als Studentinnen zugelassen waren. Dieses Verhalten wurde rasch über Twitter als duran adam (also (still-)stehender Mann) bekannt und als stiller Appell für das Fortbestehen der Türkei als ein laizistischer Staat in der von Atatürk vertretenen Weise gedeutet, also ohne Einfluss der Religion auf die Politik.
2007 folgte die Teilnahme an einem Kurs am John F. Kennedy Center for the Performing Arts in den USA über ein Austauschprogramm. Ein Jahr später besuchte er einen Kurs in ImPulsTanz am Vienna International Dance Festival in Wien. 2008 schloss er sein Studium mit einem Master of Performing Arts an der Mimar Sinan Universität in Istanbul ab.

## M100 Media Award
Am 5. September verlieh das internationale Medienforum M100 in Potsdam Gündüz den M100 Media Award 2013. Die aus Journalisten bestehende Jury hatte sich am 28. August für die Preisverleihung an Gündüz entschieden. In der Begründung schrieb der Beirat des Jahrespreises: „Mit seinem stillen Protest wurde er zur Ikone des friedlichen Widerstandes und fand weltweit Nachahmer“. Jann Jakobs, Oberbürgermeister von Potsdam und Vorsitzender des M100-Beirats, sagte: „Durch die Auszeichnung von Erdem Gündüz mit dem M100 Media Award wird auch in diesem Jahr wieder ein klares Zeichen gesetzt, dass gewaltfreier friedlicher Widerstand funktioniert. Seine Waffe heißt Kreativität. Seine Markenzeichen sind Mut und Ausdauer.“ Vorige Empfänger der in der Presse auch als Menschenrechts-Preis (human rights award) betitelten Auszeichnung waren unter anderem 2006 Bernard Kouchner, der als Gründer von Ärzte ohne Grenzen, französischer Außenminister und Leiter des Protektorats Kosovo bekannt wurde, 2010 Kurt Westergaard, der kontrovers diskutierte Mohammed-Karikaturen des im Islam als Prophet verehrten Religionsstifters angefertigt hatte, oder 2012 Mario Draghi, der Leiter der Europäischen Zentralbank (EZB).
Michael Rediske, Vorstandssprecher von Reporter ohne Grenzen, kommentierte die Preisverleihung: „Mit seiner spektakulären Aktion auf dem Taksim-Platz hat Erdem Gündüz demonstriert, dass selbst ein einzelner Mensch ein Zeichen für die Meinungsfreiheit setzen kann.“ Wenzel Michalski, Deutschland-Direktor von Human Rights Watch sagte: „Erdem Gündüz’ schweigender Protest auf dem Taksim-Platz wurde zum Symbol für das Recht auf friedlichen Protest im Angesicht des brutalen Vorgehens der türkischen Sicherheitskräfte gegen die Demonstranten im Gezi-Park.“ Im Spiegel kommentierte Hasnain Kazim angesichts der Preisverleihung, Gündüz werde dadurch zu einer ikonenhaften Figur des friedlichen Widerstands gemacht.
Nach einer von Deniz Yücel in der taz vorgetragenen Interpretation hält der „stehende Mann“ dem „Fetisch der Massen, dem auch viele Kritiker der Regierung anhängen, die Verantwortung und die Möglichkeiten des Individuums entgegen“.

## Auszeichnungen
- 2013: M100 Media Award der internationalen Chefredakteurskonferenz M100 Sanssouci Colloquium in Potsdam.[13]
- 2014: Theodor-Heuss-Medaille
- 2014: Václav-Havel-Preis für kreativen Dissens[14]